# Nikolaus Joachim Lehmann

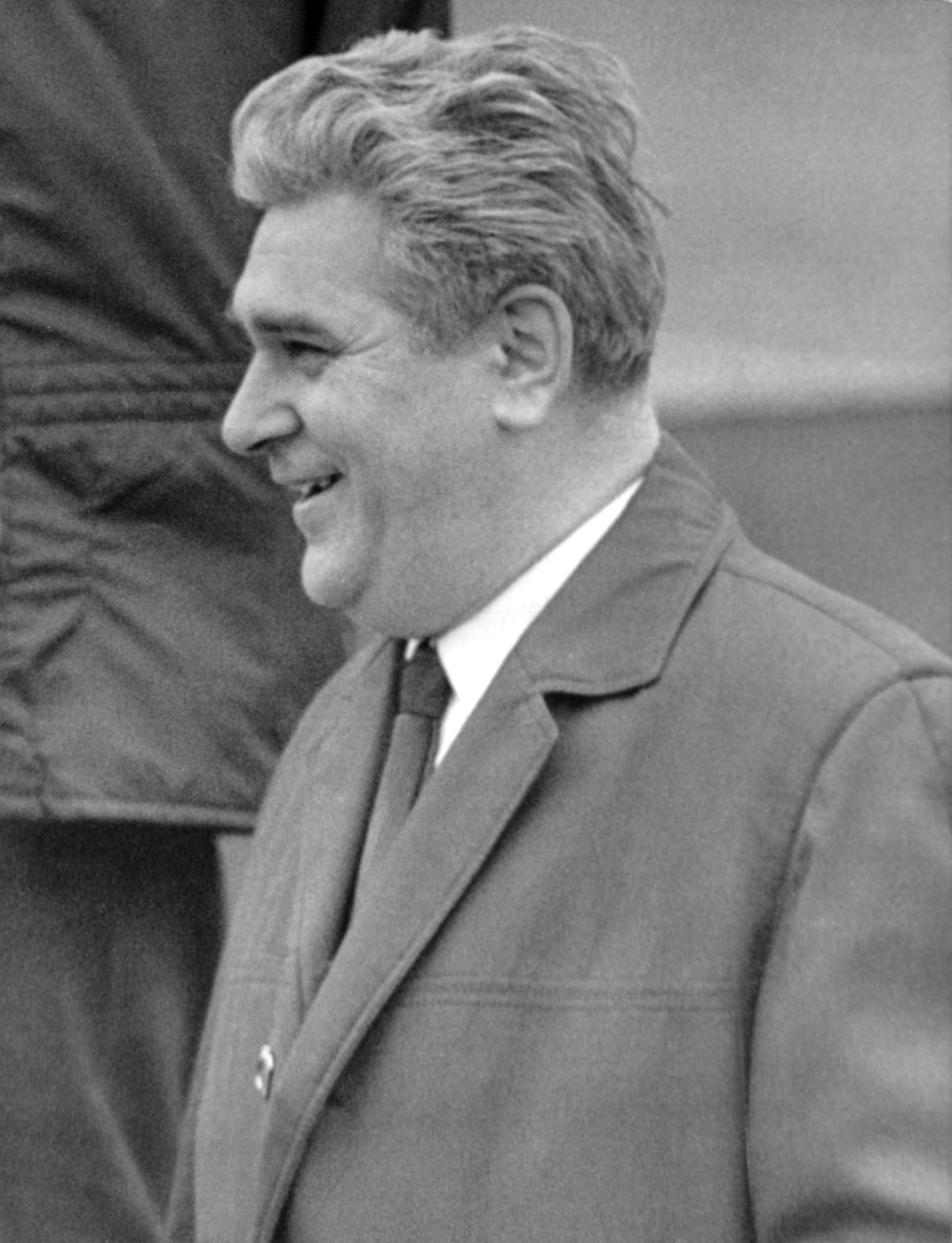
N. J. Lehmann (1968)

Nikolaus Joachim Lehmann (obersorbisch Mikławš Joachim Wićaz; * 15. März 1921 in Camina; † 27. Juni 1998 in Dresden), meist nur kurz N. J. Lehmann genannt, war einer der bedeutendsten Informatiker der DDR und Pionier der Computerentwicklung. Außerdem ist er für Leistungen in der numerischen Mathematik bekannt. Sein wissenschaftliches Wirken war wesentlich vielfältiger.

## Leben

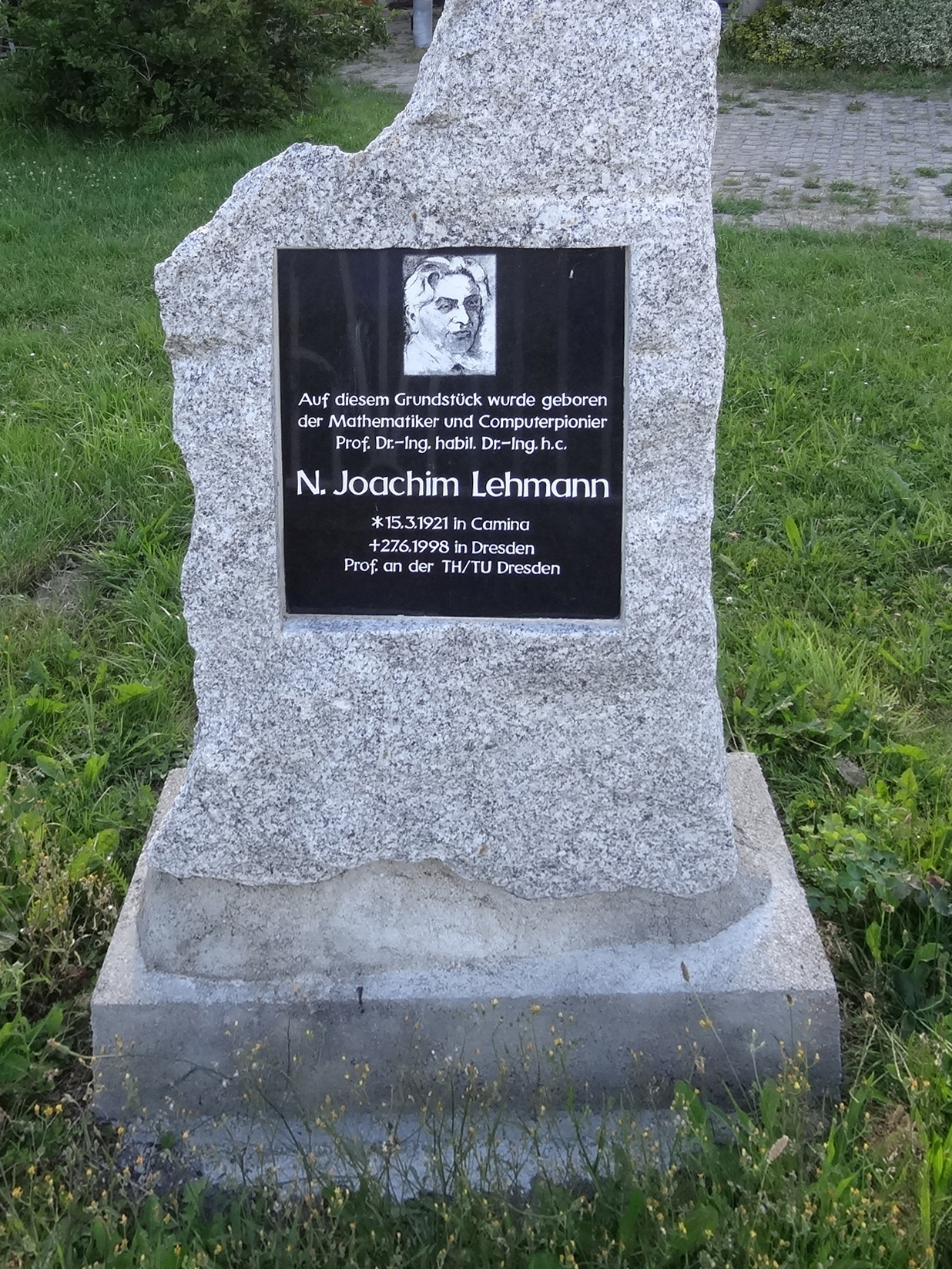
Gedenktafel vor dem Geburtshaus von N. J. Lehmann in Camina

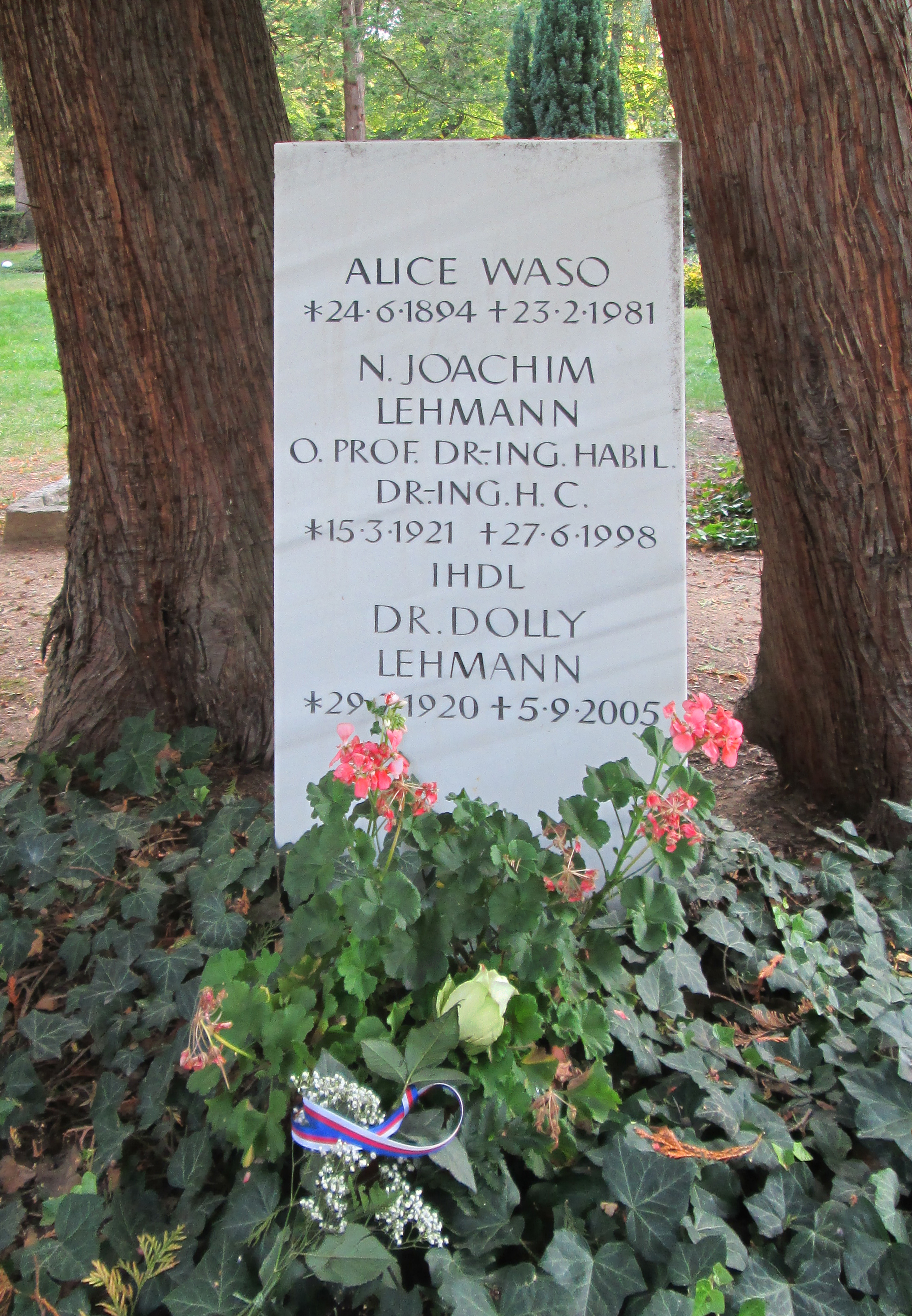
Grab von N. J. Lehmann auf dem Striesener Friedhof in Dresden

Lehmann wurde 1921 als Sohn eines Bautechnikers und Sägewerksbesitzers und einer Schneiderin in Camina geboren. Von 1927 bis 1931 besuchte er die Volksschule in Radibor. Der Vater verstarb bereits 1933. Nach dem bestandenen Abitur 1939 leistete Lehmann den Reichsarbeitsdienst in Seifhennersdorf ab.
Von 1940 bis 1945 absolvierte er ein Mathematik- und Physikstudium an der TH Dresden, unter anderem unter Friedrich Adolf Willers und Heinrich Barkhausen. Nach Kriegsende schloss er 1946 seine inzwischen zweite Diplomarbeit ab, da die Unterlagen zu seiner ersten Arbeit bei den Bombenangriffen auf Dresden vernichtet wurden. Im Herbst desselben Jahres übernahm er Lehraufträge am Institut für Angewandte Mathematik. Der Leiter des Instituts Friedrich Adolf Willers fördert ihn besonders auf dem Gebiet der Rechenautomatenentwicklung. Zwei Jahre später, 1948, promovierte er zum Dr.-Ing. mit Auszeichnung. Im Jahr 1952 wurde Lehmann zum Dozenten an der TH Dresden ernannt, ein Jahr später zum Professor für angewandte Mathematik. Vom Diplom zur Professur brauchte er nur sieben Jahre. Zwischen 1956 und 1968 war Lehmann Direktor des neuen Instituts für Maschinelle Rechentechnik in Dresden, anschließend bis zu seiner Emeritierung 1986 Leiter des Bereichs Mathematische Kybernetik und Rechentechnik. 1954 lernte er die Sprachwissenschaftlerin Dolly Margareth Waso kennen. Die Estin war für das Akademie-Institut der Akademie der Wissenschaften der UdSSR tätig und betreute Lehmann während seines Aufenthaltes in Moskau. Die beiden heiraten vier Jahre später in Russland und bezogen anschließend zusammen in eine Wohnung in Dresden.
Lehmann verstarb 1998 und wurde auf dem Striesener Friedhof beigesetzt.

## Wirken
In der Numerischen Mathematik befasste er sich mit Randwertaufgaben und Integralgleichungen, Fehlerschranken für Näherungslösungen von Differentialgleichungen und optimalen Schranken für lineare Eigenwertaufgaben. Nach ihm ist das Lehmann-Maehly-Verfahren benannt (zusätzlich nach Hans Jakob Mähly) und das Lehmann-Goerisch-Verfahren (Schranken für Eigenwerte, zusätzlich nach Friedrich Goerisch).
Während seiner Zeit an der Technischen Hochschule in Dresden entwickelte er diverse Rechenmaschinen, darunter auch den ersten Tischrechner der DDR. Am bedeutendsten sind wohl die Rechner der Dresden-Serie (Bezeichnung D). Die D1 und D2 waren noch mit Röhren und Relais ausgestattet, D3 und D4 waren in Halbleitertechnik ausgeführt. Die wichtigsten sind hier:
- Programmierbarer Rechenautomat D1
- Programmierbarer Rechenautomat D2
- Kleinrechner D4a

### Kleinstrechner D4a – N.J. Lehmanns liebstes Kind
Für das Konzept des Mitte 1963 gebauten Kleinstrechners D4a erhielt er nur ein gedämpftes Echo. Das „Arbeitsgerät auf dem Tisch“ – wie Lehmann selbst es nannte – war einer der ersten universal programmierbaren Rechenautomaten. Die Vertreter der Industrie äußerten Zweifel an der generellen Realisierbarkeit. Außerdem bemängelten sie indirekt die Konkurrenz zur bewährten mechanischen Büromaschine. Dennoch erhielt der D4a 1960 das DDR-Wirtschaftspatent Nr. 44357. Das Geld für den Bau des Kleinstrechenautomaten kam nur aus Institutsmitteln. Durch Studienarbeiten am Institut für Maschinelle Rechentechnik gelang schließlich die Realisierung. Lehmanns Umfeld nannte den D4a auch „N. J.s liebstes Kind“.
Die Entwicklung der D5 wurde 1966 eingestellt.

### Institut für Maschinelle Rechentechnik (IMR)
1956 wurde das Institut für Maschinelle Rechentechnik gegründet. Bis 1968 war Lehmann hier Direktor und führte die Forschung zur Rechenmaschinenentwicklung fort. Durch seine Arbeit trug er viel zur Entwicklung der in der DDR noch in den Kinderschuhen steckenden Forschungsdisziplin Informatik bei. Auf sein Bestreben hin wurde die DDR in die internationale Informatikorganisation IFIP aufgenommen. 1962 erfolgte die Berufung Lehmanns in den Forschungsrat der DDR. Nach dem Institut für Praktische Mathematik in Darmstadt war das IMR die zweite deutsche Forschungsstätte, die sich mit Rechengeräten befasste.

Das Bild aus dem Jahr 1967 zeigt die erste Stunde, die Einführung in die Vorlesungsreihe Maschinelle Rechentechnik im Großen Mathematik-Hörsaal der TU Dresden im Trefftz-Bau am Zelleschen Weg.

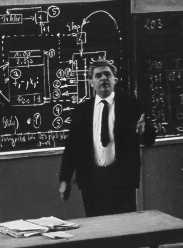
N. J. Lehmann 1967 Vorlesung Maschinelle Rechentechnik

Die Einführung begann Lehmann unter Verweis auf Charles Babbage mit einer Analogie: Arbeitsweise eines Rechenbüros mit mechanischen Rechenmaschinen (Vier-Spezies-Maschine) für Auftragsarbeiten. Große Aufträge werden an mehrere Bearbeiter verteilt mit Arbeitsanweisungen auf Papier. Papier ist der Speicher mit der Programmsteuerung, und die Weitergabe der Zwischenresultate erfolgt auch auf dem Papier (Speicher). Lehmann verwies auch auf Konrad Zuse, mit dem er gut bekannt war, und auf den Einsatz eines Zuse-Rechners (es handelt sich wohl um die S2) im Zweiten Weltkrieg bei der Gleitbombenfertigung.
Die Kreidezeichnung auf der Tafel zeigt die Von-Neumann-Architektur mit
- Speicherwerk,
- Steuerwerk,
- Register,
- Rechenwerk

und die Befehlsausführung in den hier durchnummerierten Einzelschritten 1-2-3-4-5 des Von-Neumann-Zyklus.
Ab 1969, dem Jahr, in dem die Maschinelle Rechentechnik als Vollstudium in der DDR eingeführt wurde (siehe Informatikstudium), war Lehmann Leiter des Wissenschaftsbereichs Mathematische Kybernetik und Rechentechnik in der Sektion 7 Mathematik der TU Dresden. Wissenschaftlich widmete der sich nun der Erforschung der Rolle von Programmiersprachen sowie der sich daraus ergebenden Entwicklung des Fachsprachensystems DEPOT. Er gilt außerdem als Begründer der Computer-Analytik. Dieses Thema beschäftigte ihn über seine Emeritierung 1986 hinaus.
Lehmann interessierte sich zudem für historische Rechenmaschinen und stellte anlässlich des 150. Jubiläums der Technischen Universität Dresden 1978 eine Sammlung historischer Rechenmaschinen zusammen. 100 Jahre zuvor begann zudem die deutsche Rechenmaschinenproduktion. Unter Lehmanns Leitung wurde in den 1980er Jahren außerdem Leibniz’ mechanische Rechenmaschine nachgebaut. Obwohl diese zu Leibniz’ Lebenszeiten nie korrekt funktionierte, konnten kleinere Fehler behoben werden, sodass heute in den Technischen Sammlungen Dresden ein voll funktionsfähiger Nachbau zu besichtigen ist. Damit war endgültig der Nachweis erbracht, dass das Funktionsprinzip korrekt war und lediglich Fertigungsprobleme der korrekten Funktion im Wege standen.
1986 emeritierte N.J. Lehmann. Sein Nachlass befindet sich seit 1999 im Deutschen Museum in München.

## Lehmann-Zentrum und Center for Interdisciplinary Digital Sciences (CIDS)
Die TU Dresden gedenkt seiner Leistungen heute (2021) mit dem Lehmann-Zentrum, das den größten und leistungsfähigsten Supercomputer Sachsens beherbergt. In den nächsten Jahren soll neues Kompetenzzentrum für Digitalisierung, das CIDS entstehen. In dem Neubau forschen dann rund 600 Wissenschaftler interdisziplinär. Gleichzeitig entsteht eine interaktive Ausstellung, in der Tradition, aktuelle Forschung und Kunst miteinander verwoben werden. Im dort ebenfalls entstehenden Schaudepot wird u. a. auch die durch Lehmann begründete Sammlung Historischer Rechenmaschinen ein Zuhause finden.

## Auszeichnungen und Ehrungen

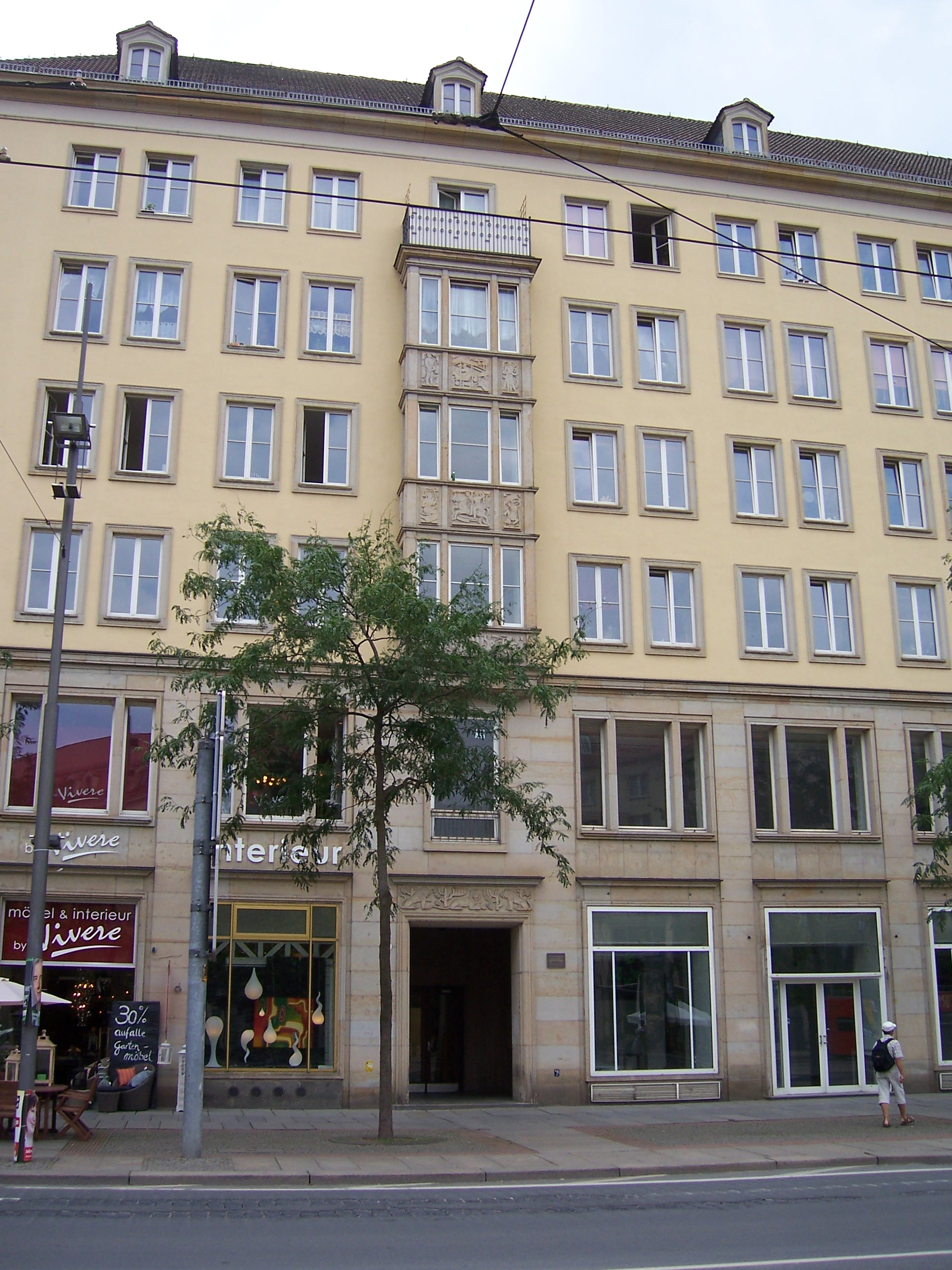
Langjähriges und letztes Wohnhaus von N. J. Lehmann auf der Wilsdruffer Straße in Dresden.

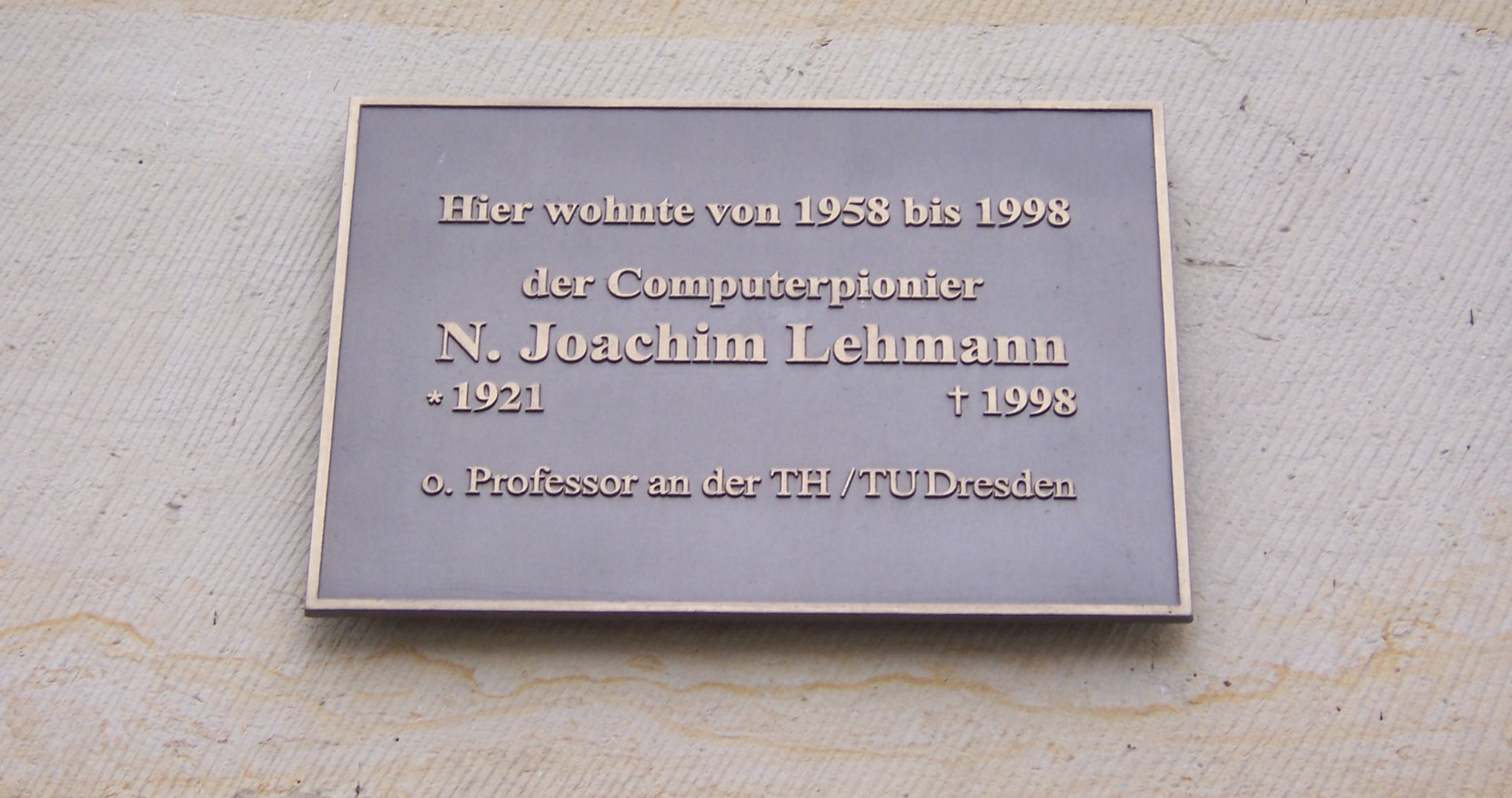
Tafel am Wohnhaus Wilsdruffer Straße

- Nationalpreis der DDR in der III. Klasse für Wissenschaft und Technik – 1964
- Orden Kyrill und Methodius (Bulgarien) – 1970
- Mitglied und Vizepräsident der Generalversammlung der IFIP
- Hervorragender Wissenschaftler des Volkes – 1986
- Konrad-Zuse-Medaille für Verdienste um die Informatik (BRD) – 1989
- Ehrendoktor der Universität Rostock – 1989

Nach ihm benannt ist das Lehmann-Zentrum für „Integrated Engineering“, eine mit dem Zentrum für Informationsdienste und Hochleistungsrechnen verbundene zentrale wissenschaftliche Einrichtung der TU Dresden mit einem Petaflops-Rechner von Bull.

## Schriften
- Fehlerschranken für Näherungslösungen bei Differentialgleichungen, Numerische Mathematik, Band 10, 1967, S. 261–288
- Berechnung von Eigenwertschranken bei linearen Problemen, Arch. Math. (Basel), Band 2, 1949/50, S. 139–147
- Beiträge zur numerischen Lösung linearer Eigenwertprobleme, 2 Teile, Zeitschrift für Angewandte Mathematik und Mechanik, Band 29, 1949/50, S. 341–356, Band 30, 1949/50, S. 1–16
- Optimale Eigenwerteinschließungen, Numerische Mathematik, Band 5, 1963, S. 246–272